# Eustace de Balliol

Wappen von Eustace de Balliol

Eustace de Balliol (auch Eustace de Helicourt) († um 1209) war ein anglonormannischer Adliger.

## Leben
Eustace entstammte einer Nebenlinie der Familie Balliol, die sich nach Bailleul-en-Vimeu in der Picardie in Nordfrankreich benannte. Er war ein Sohn von Hugh de Balliol, einem jüngeren Bruder von Bernard de Balliol senior. Nach dem Tod seines Vaters um 1181 erbte Eustace dessen Besitzungen in Frankreich und benannte sich selbst nach seinem Gut Hélicourt. Nach dem kinderlosen Tod seines Cousins Bernard de Balliol junior um 1190 erbte er dessen Besitzungen. Zu diesem Erbe gehörten die französischen Familienbesitzungen, aber vor allem dessen nordenglischen Besitzungen um Barnard Castle im County Durham. Daraufhin nahm er den Namen Balliol an.
Eustace de Balliol war zweimal verheiratet. In erster Ehe war er mit Ada de Fountain verheiratet. Nach ihrem Tod heiratete er nach 1190 in England Petronella, die Witwe von Robert FitzPeter. Er hatte mindestens vier Söhne:
- Hugh de Balliol († 1229)
- Ingram (auch Ingelram) de Balliol († um 1244)
- Bernard de Balliol
- Henry de Balliol († 1246)

Sein Haupterbe wurde sein ältester Sohn Hugh. Sein zweiter Sohn Ingram erwarb durch eine Heirat mit einer Tochter und Teilerbin von Walter of Berkeley die schottischen Baronien Inverkeilor in Angus und Urr in Galloway. Er begründete in Schottland eine Nebenlinie der Familie, ebenso wie sein Bruder Henry, der durch die Heirat mit Lora de Valognes Cavers in Schottland erwarb.